# Klosnowo
Klosnowo (kaszub. Klósnowò) – wieś w Polsce położona w województwie pomorskim, w powiecie chojnickim, w gminie Chojnice. 
Wieś położona na wschodnim obrzeżu Zaborskiego Parku Krajobrazowego. Połączenie z centrum Chojnic umożliwiają autobusy komunikacji miejskiej (linia nr 4).
W latach 1975–1998 miejscowość administracyjnie należała do województwa bydgoskiego.
Wieś stanowi sołectwo gminy Chojnice.

## Historia
Klosnowo, w brzmieniu niemieckim Klausenau opisano w wieku XIX jako folwark w dobrach Powałki, założony w roku 1853. Według spisu było tu 7 budynków w tym 3 mieszkalne, mieszkańców 23 osoby. Parafia i poczta były w Chojnicach, szkoła w Kłodawie.
W Klosnowie znajduje się największa w kraju wyłuszczarnia nasion z 1913, która została zaadaptowana na skansen.